# بريسلي تشوينيج
بريسلي تشوينيج (بالأفريقانية: Presley Chweneyagae) (19 أكتوبر 1984 – 27 مايو 2025) هو ممثل جنوب أفريقي، ولد في 1984.

## أعمال

### أفلام
- (2005) تسوتسي[2]

## وصلات خارجية
- بريسلي تشوينيج على موقع IMDb (الإنجليزية)
- بريسلي تشوينيج على موقع ألو سيني (الفرنسية)
- بريسلي تشوينيج على موقع أول موفي (الإنجليزية)
- بريسلي تشوينيج على موقع قاعدة بيانات الأفلام السويدية (السويدية)
- بريسلي تشوينيج على موقع قاعدة بيانات الفيلم (الإنجليزية)
- بريسلي تشوينيج على موقع كينوبويسك (الروسية)